# Campionati del mondo di ciclismo su strada 2016 - Cronometro maschile Junior
La cronometro maschile Junior dei Campionati del mondo di ciclismo su strada 2016 si svolse l'11 ottobre 2016 con partenza ed arrivo a Doha, in Qatar, su un percorso totale di 28,9 km. La medaglia d'oro fu vinta dallo statunitense Brandon McNulty con il tempo di 34'42"29 alla media di 49,964 km/h, l'argento dal danese Mikkel Bjerg e la bronzo dall'altro statunitense Ian Garrison.
Accreditati alla partenza 85 ciclisti, dei quali 83 partirono ed arrivarono al traguardo.

## Classifica (Top 10)
| Pos. | Corridore       | Squadra     | Tempo     |
| ---- | --------------- | ----------- | --------- |
| 1    | Brandon McNulty | Stati Uniti | 34'42"29  |
| 2    | Mikkel Bjerg    | Danimarca   | a 35"18   |
| 3    | Ian Garrison    | Stati Uniti | a 53"08   |
| 4    | Julius Johansen | Danimarca   | a 1'02"55 |
| 5    | Ruben Apers     | Belgio      | a 1'24"05 |
| 6    | Iver Knotten    | Norvegia    | a 1'32"99 |
| 7    | Awet Habtom     | Eritrea     | a 1'40"02 |
| 8    | Marc Hirschi    | Svizzera    | a 1'43"70 |
| 9    | Jaka Primožič   | Slovenia    | a 1'53"95 |
| 10   | Jarno Mobach    | Paesi Bassi | a 2'00"53 |